# Klitoridektomie
Klitoridektomie (griechisch aus: κλειτορίς kleitorís ‚Kitzler‘ und ἐκτέμνω ektémnō ‚ich schneide aus‘) ist der medizinische Fachausdruck für die operative Entfernung der Klitoriseichel, dem außenliegenden Teil der Klitoris. Die vollständige oder teilweise Entfernung der Schamlippen, teilweise zusammen mit weiteren Teilen der Vulva, wird als Vulvektomie bezeichnet.
Aktuell findet die häufigste Anwendung der Klitoridektomie im Rahmen der (in Europa strafbaren) Beschneidung weiblicher Genitalien statt; eine Anwendung unter einer medizinischen Indikation gibt es dagegen nur in Ausnahmefällen.

## Rituelle Praxis
Aus den Ursprüngen der antiken Beschneidungspraktiken entstand in einigen Kulturen der Brauch, Mädchen und Frauen im Rahmen eines Initiationsritus die Klitoriseichel zu entfernen. Heute wird die Durchführung der „Klitoridektomie ohne zwingende medizinische Indikation“ von der WHO, UNICEF und vielen Menschenrechtsorganisationen als „Weibliche Genitalverstümmelung“ (Female Genital Mutilation, FGM) der betroffenen Mädchen und Frauen bezeichnet und bekämpft.
Die Frauen der Skopzen praktizierten religiös motiviert, neben einer Ablation ihrer Brüste, die Klitoridektomie.

## Medizinhistorische Anwendungen
In Europa und Nordamerika wurde die Klitoridektomie noch bis ins 20. Jahrhundert hinein als Behandlung der damals als pervers betrachteten Selbstbefriedigung, der Nymphomanie und der weiblichen Hysterie empfohlen. Die Methode wurde 1866 vom englischen Gynäkologen Isaac Baker Brown in einem Buch über die „Heilbarkeit verschiedener Formen des Wahnsinn, der Epilepsie, Katalepsie und Hysterie bei Frauen“ vorgestellt.
1923 schrieb Maria Pütz in ihrer Dissertation:

„In drei mir speziell von Herrn Professor Dr. Cramer gütigst überlassenen Fällen trat nach Entfernung der Clitoris und einer teilweisen oder vollständigen Exzision der kleinen Labien vollständige Heilung ein. Masturbation wurde nicht mehr geübt, und selbst nach einer Beobachtungszeit von mehreren Monaten blieb der Zustand unverändert gut. Trotz dieser erfreulichen Resultate der Clitoridektomie bei Masturbation gibt es nun sehr viele Fälle, bei denen das Uebel durch irgend welche operative Eingriffe nicht zu beeinflussen ist […]“

„Ein zweiter Einwurf der Gegner ist der, dass durch Herabsetzung der Libido auch die Konzeptionsmöglichkeit aufgehoben werde. Auch dieser Einwand ist unberechtigt; denn es steht fest, dass frigide Frauen, die den Coitus nur als Last empfinden und sich keiner sexuellen Befriedigung erfreuen, dennoch konzipieren und gesunde Kinder gebären.“

## Medizinische Indikation
Eine Klitoridektomie wird bei einer von einem Tumor befallenen Klitoris unter medizinischer Indikation angewandt.

## Kosmetische Klitoridektomie
Im Jahr 2011 beschrieben der psychiatrische Gutachter David Veale und der Chirurg Joe Daniels im Fachblatt Archives of Sexual Behavior den Fall einer 33-jährigen Frau, die aus persönlichen, ästhetischen Erwägungen eine Klitoridektomie anstrebte. Nach Prüfung auf psychiatrische Kontraindikationen und eingehender, informierter Einwilligung wurde ihrem Wunsch schließlich stattgegeben und die Operation durchgeführt. Die Entscheidung wurde von anderen Autoren kritisiert, welche eine mündige Einwilligung als nicht gegeben ansehen und stattdessen eine Psychotherapie als angemessen gesehen hätten. Dem wurde von Veale entgegnet, dass die Patientin nach Abklärung aller Befunde vollständig psychisch gesund war, sie sich über Risiken und Folgen vollständig bewusst war und kein äußerer Zwang vorlag. Die Patientin wurde in regelmäßigen Abständen nachuntersucht und zeigte sich mit dem Ergebnis zufrieden.

## Rechtliche Bewertung der „Klitoridektomie ohne medizinische Indikation“
Bei Minderjährigen ist die Klitoridektomie ohne medizinische Indikation nach dem Recht vieler Staaten (u. a. aller Staaten der Europäischen Union) eine Straftat.
Die Klitoridektomie bei erwachsenen Frauen kann auf Einwilligung und unter gutachterlichem Ausschluss von Zwang und psychischen Störungen zumindest in Großbritannien durchgeführt werden.
Nach deutschem Recht ist die Klitoridektomie ohne Indikation mindestens als Gefährliche Körperverletzung nach § 224 StGB mit einer Freiheitsstrafe von 6 Monaten bis 10 Jahren bedroht. Eine strafbefreiende Einwilligung kommt jedenfalls nach § 228 StGB auch bei dieser Art der Genitalverstümmelung nicht infrage.